# Monoxenus bicarinatus
Monoxenus bicarinatus är en skalbaggsart som beskrevs av Stefan von Breuning 1942. Monoxenus bicarinatus ingår i släktet Monoxenus och familjen långhorningar.
Artens utbredningsområde är Malawi. Inga underarter finns listade i Catalogue of Life.